# Tychoplankton
Tychoplankton – zespół organizmów, które stały się elementem planktonu na skutek przypadku. Najczęściej są to organizmy peryfitonowe lub bentoniczne oderwane od podłoża i uniesione do toni wodnej.